# Ranitomeya variabilis
Espèce
Synonymes
- Dendrobates variabilis Zimmermann & Zimmermann, 1988

Statut de conservation UICN

 DD  : Données insuffisantes
Statut CITES
Ranitomeya variabilis est une espèce d'amphibiens de la famille des Dendrobatidae.

## Répartition
Cette espèce se rencontre de 900 à 1 200 m d'altitude :
- au Pérou dans les régions d'Ucayali, de San Martín, de Loreto et de Amazonas ;
- au Équateur dans les provinces de Morona-Santiago, de Napo, d'Orellana, de Pastaza et de Sucumbíos ;
- en Colombie dans les départements d'Amazonas, de Caquetá, de Putumayo et de Vaupés ;
- au Brésil dans l'État d'Amazonas ;

## Description
Ranitomeya variabilis jusqu'à 18 mm.

## Publication originale
- Zimmermann & Zimmermann, 1988 : Ethno-Taxonomie und zoogeographische Artengruppenbildung bei Pfeilgiftfröschen (Anura:Dendrobatidae). Salamandra, vol. 24, p. 125–160.